# Stephen Wilhite
Stephen Wilhite (ur. 3 marca 1948, zm. 14 marca 2022) – informatyk ze Stanów Zjednoczonych, twórca formatu GIF.
Urodził się 3 marca 1948 Opracował format GIF samodzielnie w domu w latach 1980., gdy był zatrudniony przez CompuServe. Jako szef zespołu pracował nad formatem zapisu grafiki z bezstratną kompresją.
Przeszedł na emeryturę na początku 2000 Zmarł 14 marca 2022 w swoim domu w Ohio.